# アンコール・アイ

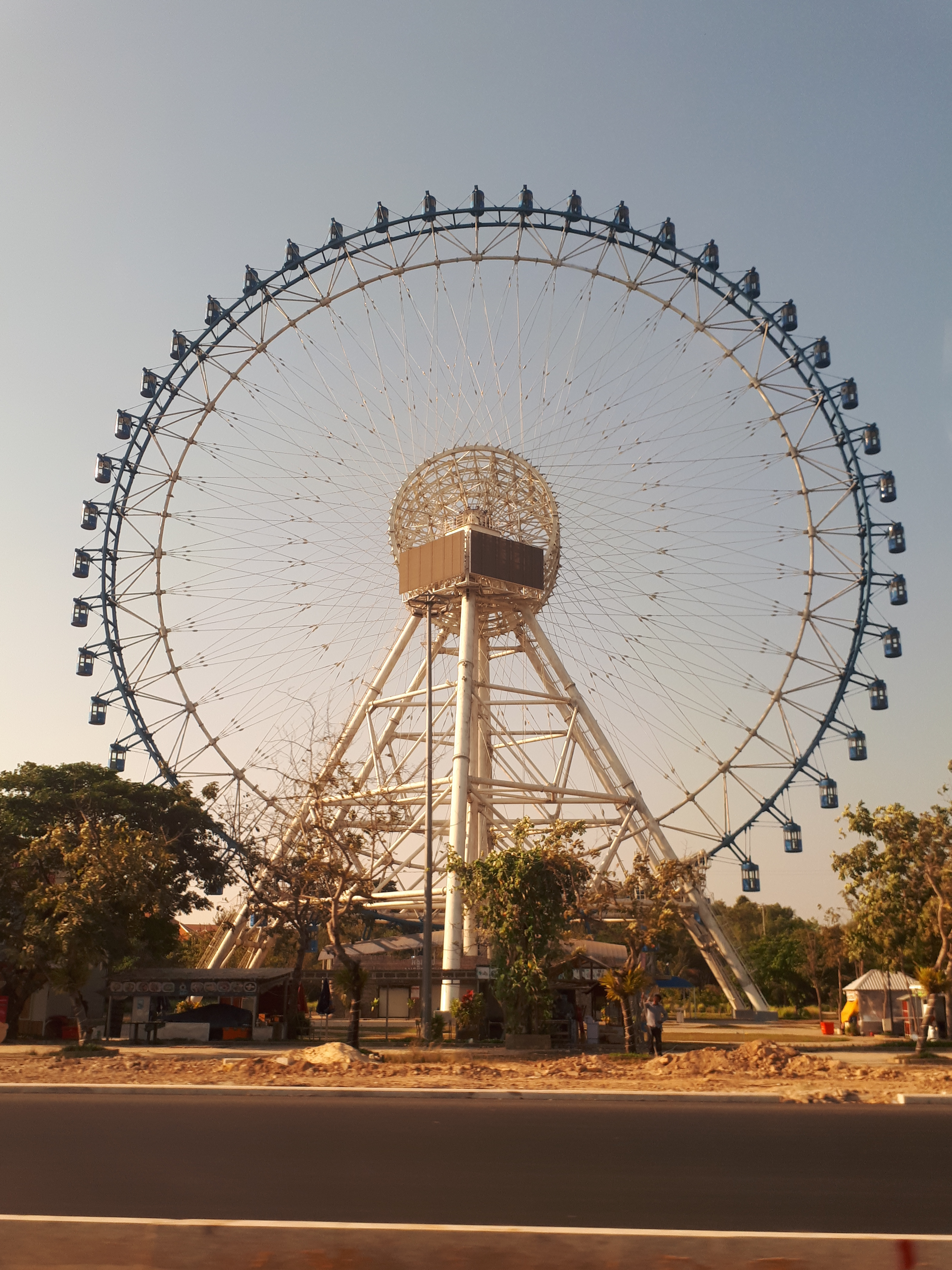
アンコール・アイ

アンコール・アイ（英語: Angkor Eye）は、カンボジアのシェムリアップに存在する観覧車、及びそれを建設・運営するため2018年6月に設立されたシーキュー・アメニック全額出資の企業である。観覧車は1992年から1998年までは日本の広島県呉市の呉ポートピアランドに「ジャイアントホイール」として、2000年から2018年までは福岡県北九州市八幡東区のスペースワールドに「スペース・アイ」として存在していた。

## 概要

### ジャイアントホイール
1992年の呉ポートピアランドの開園と同時に営業を開始。当時世界最大級のスポーク型観覧車で、地上84メートルの高さから瀬戸内海の景色を一望でき、またその大きさから遠くからも見える巨大な観覧車とあって、ポートピアランドの象徴だった。中心部には呉ポートピアランドのスポンサーであったそごうのロゴがあった。1998年の閉園と同時に営業を終了した。

### スペース・アイ

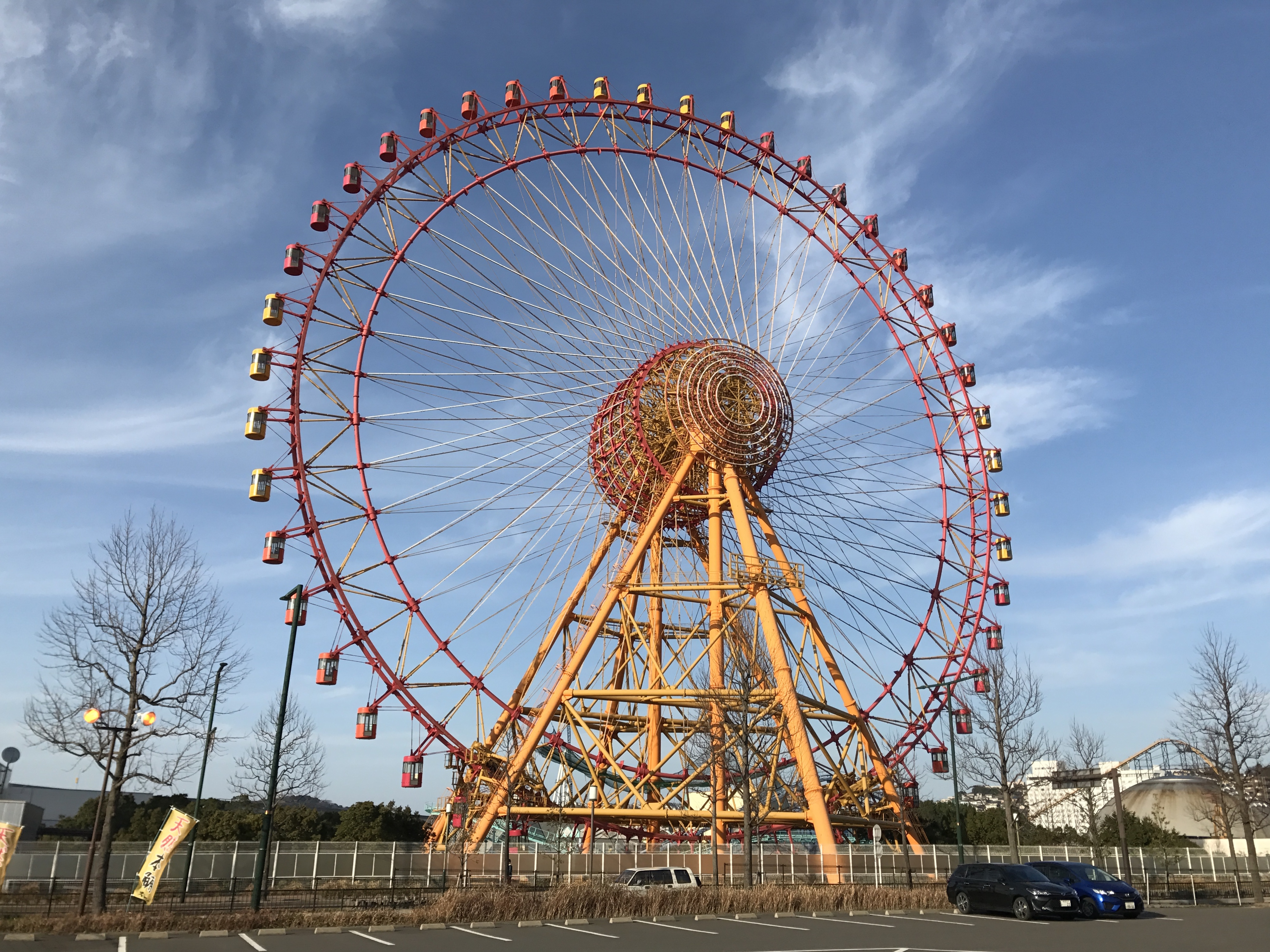
スペースワールドに存在していた「スペース・アイ」

スペースワールドの開業10周年記念イベントの一環として2000年3月1日に開業した。色は太陽をイメージした赤をベースにしたものとなっており、1周約15分で北九州市内の街並みや山、海などを眺められ、休日には家族連れなどが長い列を作った。2017年12月31日の閉園をもって営業を終了し、翌2018年に解体された。

### アンコール・アイ
カンボジアにはこれまで小さい人力の観覧車しか存在せず、それも老朽化が進んでいた。
そんな中、2017年12月31日の営業をもって閉園したスペースワールドに存在していた観覧車「スペース・アイ」をシーキュー・アメニックが買い取り、720万ドルを投じてカンボジアの屋外マーケット「BOXVILLE」内に移設した。2019年6月30日に起工式を行い着工し、2020年3月1日に開業した。
本来シェムリアップでは30mを超える高さの建造物は建設できないが、観光産業の振興に寄与するとしてカンボジア政府に認められ建設が可能となった。

## 施設概要
出典:
施設名称:アンコール・アイ
全高:85m
観覧車直径:80m
キャビン数:48
許容人員:192人（1キャビン内最大4人）